# Marta Urbanová
Marta Urbanová (České Budějovice, 1960. október 14. –) olimpiai ezüstérmes csehszlovák válogatott cseh gyeplabdázó.

## Pályafutása
Az 1980-as években a České Budějovice-i Meteor meghatározó játékosa volt. Tagja volt az 1980-as moszkvai olimpián ezüstérmes csehszlovák válogatottnak.

## Sikerei, díjai
- Olimpiai játékok
  - ezüstérmes: 1980, Moszkva